# Windmessmast

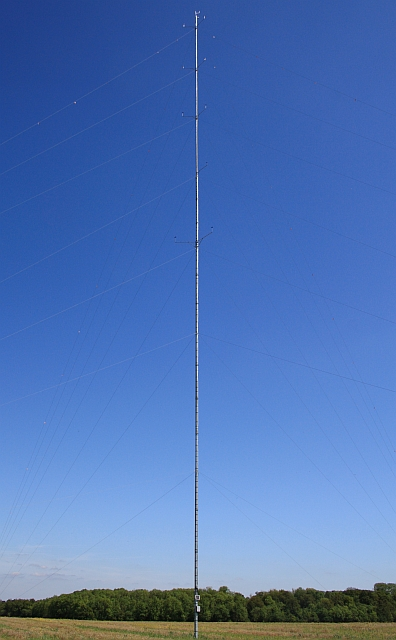
Windmessmast in Rohrbauweise mit fünf Messebenen

Ein Windmessmast (kurz Windmast, seltener auch Anemometermast, je nach Bauart statt -mast seltener auch -turm genannt) ist ein Messmast, der primär der Beobachtung des Windes dient. Hierfür trägt der Mast insbesondere Geräte zur Messung von Windgeschwindigkeit (Anemometer) und -richtung (Anemoskope).

## Einsatzgebiete
Klassisches Einsatzfeld ist die meteorologische Grundlagenforschung. Zu diesem Zweck werden Windmessmasten oft als Teil einer Wetterstation in Kombination mit anderen Messinstrumenten eingesetzt.
Ein anderer üblicher Einsatzzweck ist der in der Flugsicherung in der Nähe von Start- und Landeplätzen für Luft- und Raumfahrzeuge zur Erkennung potentiell gefährlicher Windverhältnisse (Scherwinde o. ä.).
In neuerer Zeit werden Windmessmasten häufig zur Erstellung von Windgutachten zur Erkundung möglicher Standorte für Windkraftanlagen und Windparks (On- und Offshore) eingesetzt. Die Datenerfassung und -auswertung über einen längeren Zeitraum (mindestens 1 Jahr) erlaubt eine genauere Vorhersage der zukünftigen Stromerträge und somit eine gesichertere Basis für eine Investitionsentscheidung. Bestimmt werden die mittlere Leistungsdichte und die Weibull-Parameter der statistischen Verteilung.
Statt einem Windmessmasten kann auch ein SODAR dafür verwendet werden.

## Bauweise

### Messtechnik

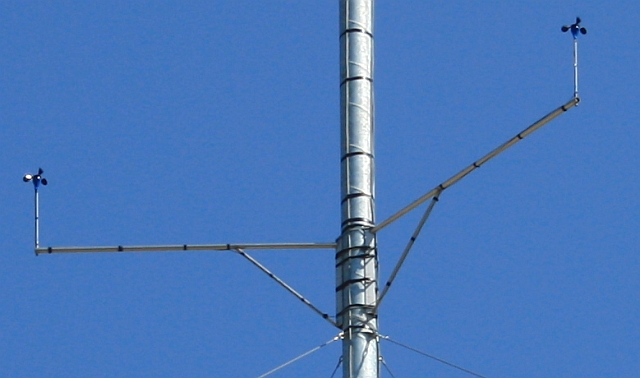
Messebene mit Anordnung der Anemometer auf Auslegern

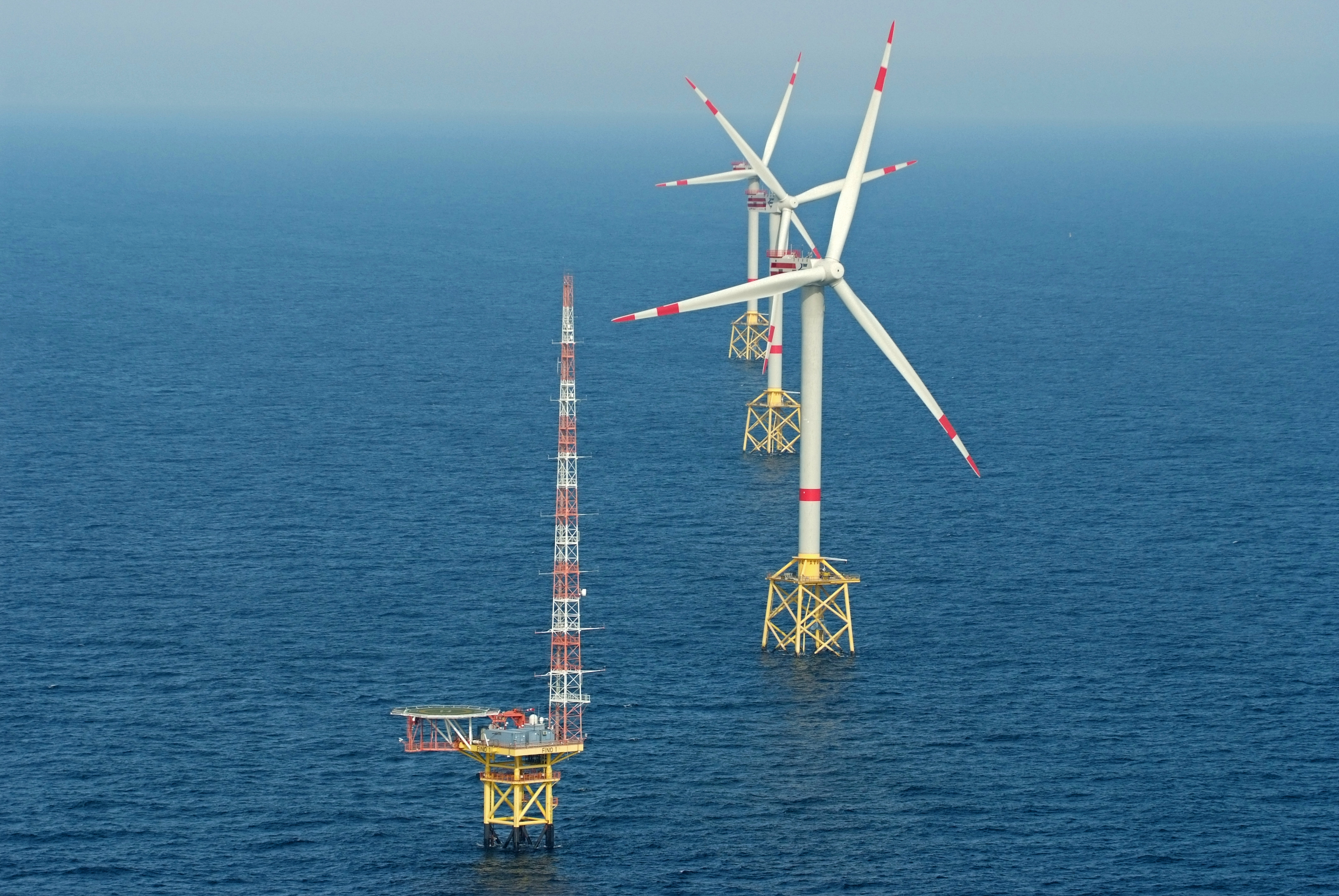
Windmessmast in Gitterbauweise auf der Forschungs-Plattform FINO 1 am Offshore-Windpark alpha ventus

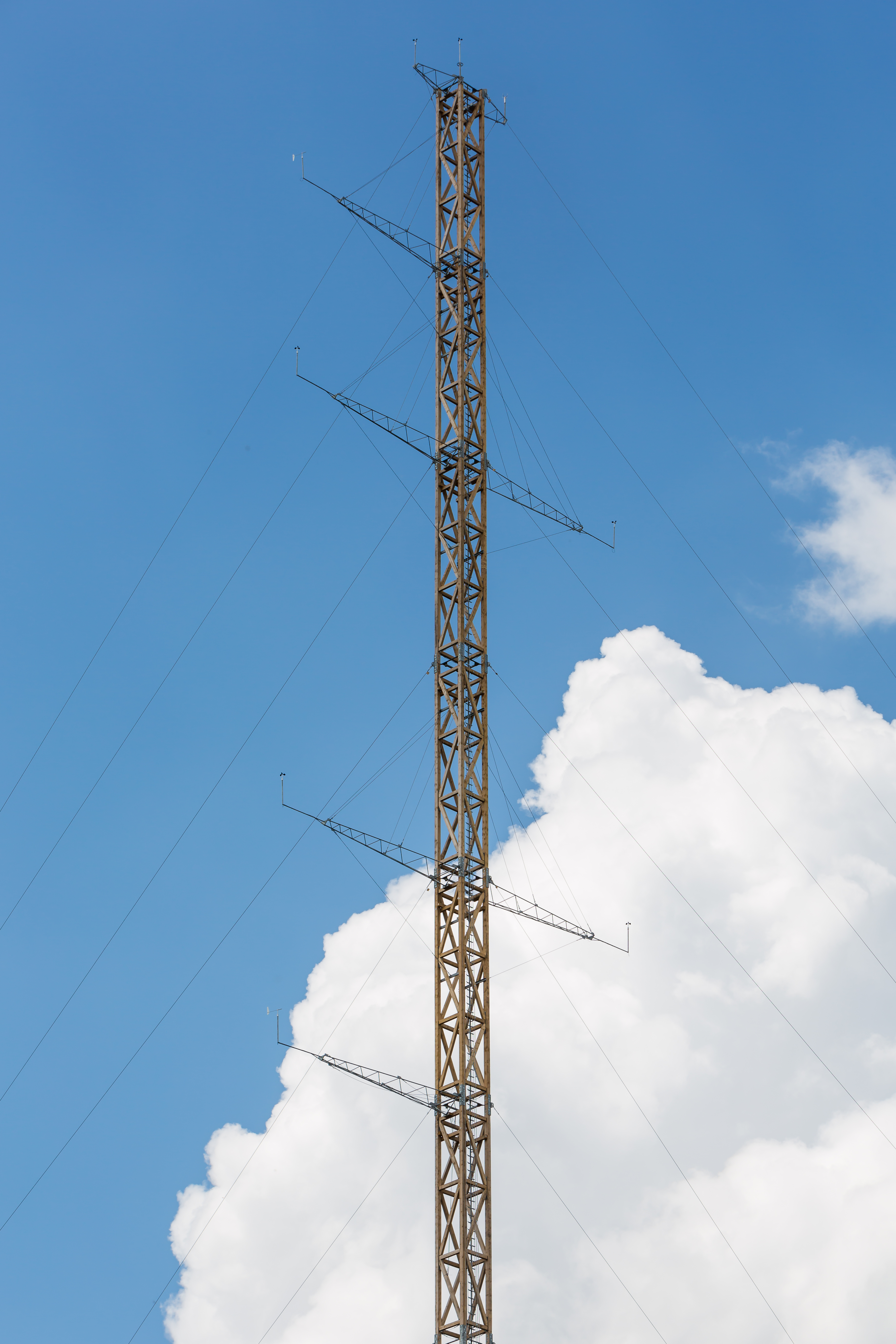
Windmessmast Linacher Höhe aus Holz

Normalerweise trägt ein solcher Mast die Geräte in mehreren Ebenen, so dass das Profil, also die Verteilung der Geschwindigkeit in verschiedenen Höhen, aufgenommen werden kann. Die Geräte sind auf Auslegern montiert; üblicherweise pro Ebene bis zu drei rund um den Mast, so dass immer mindestens ein Gerät dem Wind zugewandt ist und somit das Ergebnis nicht durch die Strömungsverwirbelungen im Windschatten des Mastes verfälscht wird. Neben Windrichtung- und Geschwindigkeit wird meist auch die Temperatur (eventuell in verschiedenen Ebenen zur Erfassung der Schichtung), und Daten zum Eisansatz (Luftfeuchte, …) gemessen. Bei Offshore-Standorten werden meist auch Daten zu Wellenhöhe, Wasserstand (bei Gezeiten) u. ä. erhoben.
Die Daten werden üblicherweise computergestützt gesammelt und ausgewertet; die Ergebnisse können meist per Funk- oder Satellitenverbindung abgerufen werden.

### Mast
Ausgeführt sind die Masten meist in Leichtbauweise als Rohr- oder Gittermast. Strukturen mit breiterem Querschnitt sind ungeeignet, da der Widerstand des Turmes dann die Strömung zu stark beeinflusst. An Land werden die Masten zum Abfangen von Querkräften seitlich abgespannt, bei Standorten auf Offshore-Plattformen scheidet diese Möglichkeit aus, so dass der Mast entsprechend steifer ausgeführt werden muss.
Die Höhe der Messmasten wächst in neuerer Zeit aufgrund der immer höheren Nabenhöhen und Rotordurchmesser von Windkraftanlagen mit an. Während früher Höhen üblicherweise 40 bis 60 Meter betrugen, sind heute immer häufiger Höhen von 80 Metern bis etwa 140 Metern anzutreffen. Die höchsten Masten auf dem Festland erreichen heute bis zu 300 m (siehe Liste unten). Technisch sind auch wesentlich größere Höhen möglich, die Technik wird von Sendemasten übernommen (hier existieren diverse Beispiele für Masten mit mehr als 500 m Höhe). Für die Forschung werden Sende- und Messmasten oft kombiniert, um Kosten zu sparen; für die Windenergienutzung sind die Daten von Sendemasten meist nur bedingt verwendbar, da die Standorte von Sendemasten nicht mit Blick auf hohe Windausbeute gewählt werden. Sendemasten, auf denen in größeren Umfang Windmessungen vorgenommen werden, sind der Sendemast Gartow und der UKW- und Fernsehsendemast Hamburg-Billwerder. Auch Sendetürme mit einer Aussichtsplattform für Besucher wie der Stuttgarter Fernsehturm verfügen häufig über eine meteorologische Station mit Windmessgerät.
Auch in Betrieb oder außer Betrieb befindliche Freileitungsmasten können als Windmessmasten dienen. Allerdings ist deren Höhe in der Regel niedriger als die moderner Windenergieanlagen.
In Offshore-Bereich sind Höhen von bis zu 90 m über dem Meeresspiegel üblich, wobei der eigentliche Mast auf einer Plattform aufgestellt ist, die sich je nach Wassertiefe am Standort nochmals bis zu 60 m über dem Meeresgrund erhebt, so dass die Gesamthöhe bis zu 160 m über Grund beträgt.
Kleinere, mobile Masten sind zur leichteren Montage oft als Teleskopmast ausgeführt.
Zum Schutz der Messtechnik müssen Messmasten über einen Blitzfänger verfügen, der oben auf den eigentlichen Messmast aufgesetzt wird. Aufgrund der Höhe und der exponierten Lage ist weiterhin normalerweise eine Flugsicherheitsbefeuerung erforderlich.

### Mast aus Holz
Im südlichen Schwarzwald bei Furtwangen wurde im Mai 2013 der erste Windmessmast aus Holz mit einer Höhe von 99,5 m in Betrieb genommen. Entwickelt und errichtet wurde der Windmessmast Linacher Höhe von der Bürgerinitiative SIVENTIS-Windprojekte. Er besteht aus elf Fachwerkelementen (Länge 1,4 m, Breite 1,4 m, Höhe 9,0 m), die mit speziellen Stahlteilen verbunden sind. Durch ein integriertes Leitersystem ist er innen besteigbar.

## Beispiele
Die folgende Liste enthält einige Beispiele, mit Schwerpunkt im europäischen und insbesondere deutschsprachigen Raum, ohne Anspruch auf Vollständigkeit. Zu beachten ist, dass viele Windmessmasten nur temporär existieren und nach erfolgreicher Messung wieder abgebaut werden.
| Land                    | On-/Offshore | Standort                                                                          | Höhe * | Mess- ebenen | Baujahr  | Besonderheiten |
| ----------------------- | ------------ | --------------------------------------------------------------------------------- | ------ | ------------ | -------- | --- |
| Deutschland             | Onshore      | Windpark Klettwitz, Brandenburg                                                   | 300 m  |              | 2023     | höchster Windmessmast der Welt Höchstes Bauwerk Brandenburgs.                                                           |
| Deutschland             | Onshore      | Jüchen (Lage), Nordrhein-Westfalen                                                | 300 m  |              | 2024     | höchster Windmessmast der Welt, zuvor in Klettwitz                                                                      |
| Niederlande             | Onshore      | Cabauw, Provinz Utrecht                                                           | 209 m  |              | 1972     | bis 2023 höchster Windmessmast der Welt                                                                                 |
| Deutschland             | Onshore      | Rödeser Berg, Hessen                                                              | 200 m  |              | 2011     | höchster Windmessmast in Deutschland (im Februar 2022 demontiert)                                                       |
| Deutschland             | Onshore      | Beratzhausen, Oberpfalz                                                           | 140 m  | 6            | 2010     | bis 2011 höchster Windmessmast in Deutschland                                                                           |
| Deutschland             | Onshore      | Ebersberger Forst, Bayern                                                         | 140 m  |              | 2013     | [ 12 ] |
| Deutschland             | Onshore      | Hessenreuther Berg bei Erbendorf, Oberpfalz                                       | 140 m  |              | 2012     | seit 2012 höchstes Bauwerk in der nördlichen Oberpfalz / höchstgelegener Messturm auf Mittelgebirgsebene in Deutschland |
| Deutschland             | Onshore      | Unsleben, Bayern                                                                  | 140 m  |              | 2012     | [ 14 ] |
| Deutschland             | Onshore      | Vogelthal, Bayern                                                                 | 140 m  | 6            | 2012     | [ 15 ] |
| Deutschland             | Onshore      | bei Weilburg, Hessen                                                              | 140 m  |              | 2013     | [ 16 ] |
| Deutschland             | Onshore      | Jade-Windpark, nahe Wilhelmshaven                                                 | 130 m  | 5            | vor 1996 | [ 17 ] |
| Griechenland            | Onshore      | bei Sidirokastro                                                                  | 105 m  |              |          | [ 18 ] |
| Vereinigtes Königreich  | Offshore     | Nordsee, Hornsea-Zone                                                             | 103 m  |              | 2011     | [ 19 ] |
| Deutschland             | Onshore      | bei Bremerhaven                                                                   | 102 m  |              |          | |
| Deutschland             | Onshore      | Stuttgart-Feuerbach, Baden-Württemberg                                            | 100 m  |              | 2013     | [ 20 ] |
| Schweiz                 | Onshore      | Essertines-sur-Rolle, Kanton Waadt                                                | 99 m   | 3            | 2011     | höchster Windmessmast der Schweiz                                                                                       |
| Deutschland             | Offshore     | Nordsee, Forschungsplattform FINO 1, am Windpark alpha ventus, nördlich Borkum    | 84 m   |              | 2003     | |
| Deutschland             | Offshore     | Ostsee, Forschungsplattform FINO 2, am Windpark EnBW Baltic 2, nördlich von Rügen | 90 m   |              | 2005     | |
| Deutschland             | Offshore     | Nordsee, Forschungsplattform FINO 3, am Windpark DanTysk, nordwestlich von Sylt   | 85 m   |              | 2009     | |
| Deutschland             | Offshore     | Nordsee, neben Windpark Amrumbank West, westlich von Amrum                        | 90 m   |              | 2005     | |
| Deutschland             | Offshore     | Ostsee, am Windpark Arkona-Becken Südost, nordöstlich von Rügen                   | 120 m  |              | 2006     | |
| Deutschland Niederlande | Offshore     | Nordsee, Windpark Nordsee Ost Nordsee, Windpark Tromp Binnen                      | 90 m   | 7            | 2011     | Name: „Aeolus“ |
| Deutschland             | Onshore      | Linacher Höhe bei Furtwangen, Baden-Württemberg, Südschwarzwald                   | 99 m   | 3            | 2013     | höchster und höchstgelegener Windmessmast aus Holz                                                                      |